# Cotesia vanessae
Cotesia vanessae är en stekelart som först beskrevs av Henry J. Reinhard 1880.  Cotesia vanessae ingår i släktet Cotesia och familjen bracksteklar. Inga underarter finns listade i Catalogue of Life.